# Domenico Semeraro
Domenico Semeraro, né le 3 février 1964, est un bobeur suisse.

## Carrière
Domenico Semeraro devient champion du monde en 1993 à Igls, en Autriche. Il participe aux seuls Jeux olympiques de sa carrière en 1994 à Lillehammer en Norvège, où il est médaillé d'argent avec Donat Acklin, Kurt Meier et Gustav Weder derrière le bob Allemagne II,.

## Palmarès

### Jeux olympiques
- Médaille d'argent en bob à 4 aux Jeux olympiques d'hiver de 1994.

### Championnats du monde
- Médaille d'or dans l'épreuve du bob à quatre lors des championnats de 1993.